# Gluzy
Gluzy – wieś w Polsce położona w województwie świętokrzyskim, w powiecie buskim, w gminie Wiślica.
| SIMC    | Nazwa             | Rodzaj    |
| ------- | ----------------- | --------- |
| 0277003 | Gluzy Poduchowne  | część wsi |
| 0277010 | Gluzy Szlacheckie | część wsi |
| 0277026 | Nowe Gluzy        | część wsi |

W latach 1975–1998 miejscowość administracyjnie należała do województwa kieleckiego.